# Peter Nagel (Bildhauer)

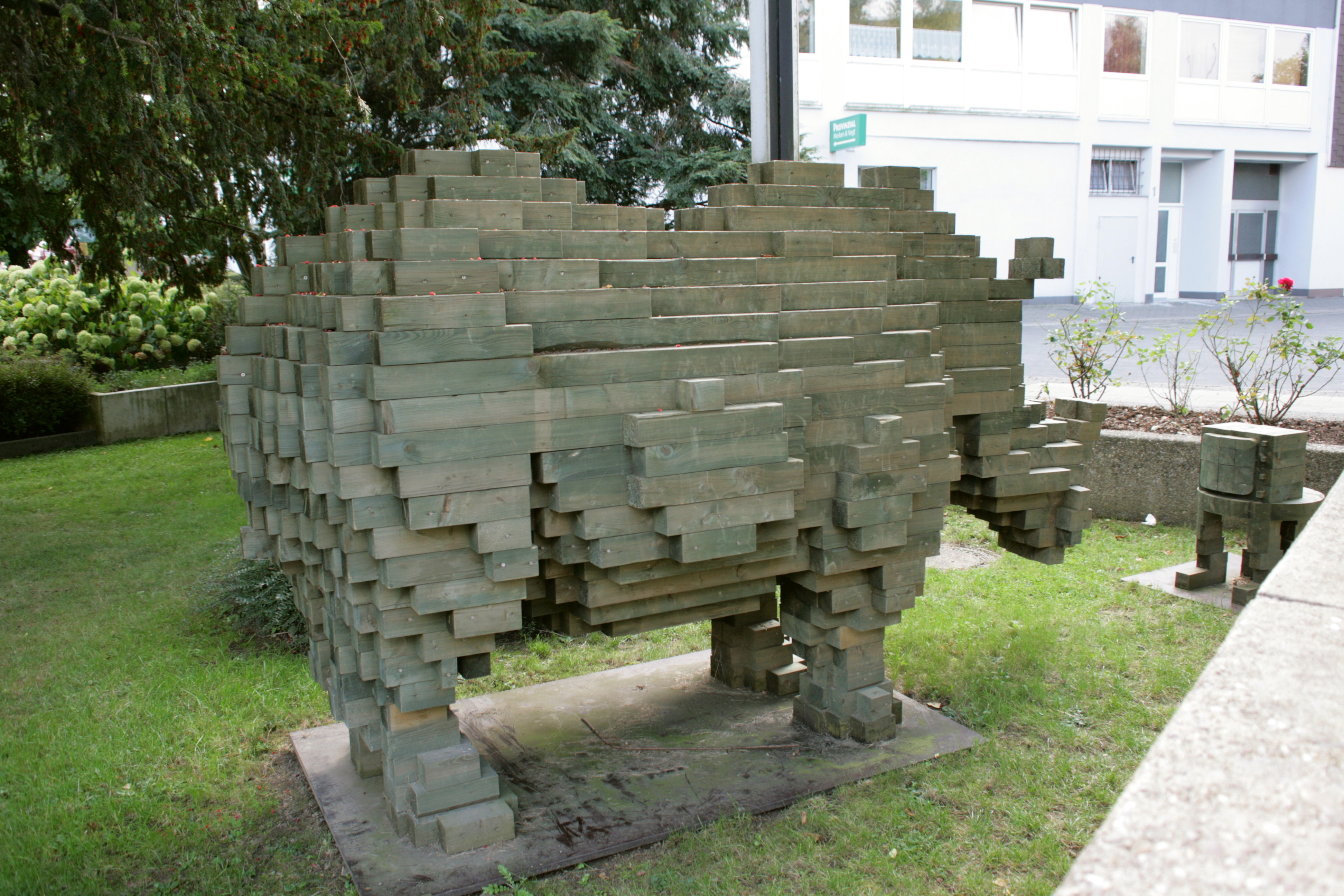
Skulptur Endlich Feierabend auf dem Rathausplatz in Gevelsberg

Peter Nagel (* 18. November 1963 in Soest) ist ein deutscher Bildhauer.

## Leben und Werk
Nagel wuchs in Soest auf, wo er 1983 sein Abitur machte. Im gleichen Jahr begann er sein Studium der Bildhauerei an der Kunstakademie Düsseldorf bei den Professoren Tony Cragg und Alfonso Hüppi. 1986 erhielt er den 1. Preis der Hedwig und Robert Samuel-Stiftung, Düsseldorf; 1987 das Ernst Forberg-Stipendium der Kunstakademie Düsseldorf sowie 1988 das Bernhard Hoetger-Stipendium der Kunstakademie Düsseldorf. 1988 wurde er Meisterschüler von Alfonso Hüppi. 1993 erhielt er sowohl ein DAAD-Stipendium für die USA als auch eine Förderkoje auf der Art Cologne durch die Galerie Carla Stützer, Köln. 1996 erhielt er den Publikumspreis der 50. Bergischen Kunstausstellung in Solingen.
Nagel lebt und arbeitet in Düsseldorf.

## Ausstellungen (Auswahl)

### Einzelausstellungen
- 1991 Kunstraum Wuppertal
- 1992 "Heavenly Dinner", Raum 1, Düsseldorf
- 1993 "Hand Feuer Waffen", Deutsches Klingenmuseum, Solingen
- 1994 Ballhaus im Nordpark, Düsseldorf
- 1994 Kunstverein Heinsberg
- 1994 "PORTRAITS", Glasgang in der Akademie der Künste, Berlin
- 2000 "Moses Welt Rekord", Kunstverein Ahlen
- 2002 "50 ways to meet your lover", Flottmannhallen Herne
- 2003 "Knockin' on heaven's door", kunstraumno.10, Mönchengladbach
- 2006 Begegnung mit der anderen Art, St. Petrikirche zu Lübeck
- 2006 Realitäten – Von der Wirklichkeit hinter den Dingen, KTlab01, Hamburg
- 2007 "Neues aus Entenhausen", kunstraumno.10, Mönchengladbach
- 2010 Der Klügere kippt nach, Glashaus am Worringer Platz, Düsseldorf
- 2010 "100 Meisterwerke", Kunstverein Region Heinsberg
- 2013 "Ratatazong, weg ist der Balkon", Carlernst Kürten – Stiftung, Unna

### Gruppenausstellungen
- 1988 "Meine Zeit, mein Raubtier", Ehrenhof Düsseldorf
- 1988 "Kunststudenten stellen aus", Bonner Kunstverein
- 1991 "In Lüdenscheid", Städt. Galerie Lüdenscheid (zus. mit Gisela Kleinlein)
- 1992 Rheinufer-Projekt, Düsseldorf
- 1993 "Das Pferd als Symbol in der Kunst des ausgehenden 20. Jh.", Stadtmuseum Ratingen
- 1994 "Wir hier", Westdeutscher Künstlerbund, Kunsthalle Recklinghausen
- 1995 "Der fokussierte Blick", Städt. Museum Haus Koekkoek, Kleve
- 1995 Kunsthalle Barmen, Wuppertal
- 1996 "Denk ich an Deutschland", Heinrich-Heine-Institut, Düsseldorf
- 2000 "Im Tal", Skulpturenpark, Erwin Wortelkamp, Hasselbach
- 2000 "Tuchfühlung 2", Kunsthaus Langenberg
- 2005 "Deutsches Haus", Deutschland in Japan, Tokio
- 2007 Watching the Detectivesm Schloss Meierhof, Düsseldorf
- 2008 Tateinheit, Salvatorkirche Duisburg und FFFZ, Düsseldorf
- 2009 Komma kucken! Kunstbunker Köln-Mülheim
- 2009 Biennale der Kleinplastik, Hilden
- 2013 Kunstmeile Wangen
- 2000–2014 Große Kunstausstellung NRW

## Bücher und Kataloge
- Peter Nagel, Moses Welt Rekord, Kunstverein Ahlen, 2000
- Nagel, Taschenwörterbuch Peter Nagel als Fremdsprache, 2006
- Peter Nagel, 100 Meisterwerke aus der Sammlung Hans-Jürgen Böll, Kunstverein Region Heinsberg, 2010